# Heosemys grandis
Rùa đất lớn hay rùa sen vàng (Heosemys grandis) là một loài rùa bán cạn sinh sống ở các sông, suối, đầm lầy và đồng lúa từ vùng đất thấp cửa sông đến độ cao vừa phải (lên đến khoảng 400 m) trên khắp Campuchia, Việt Nam và ở một số vùng của Lào, Malaysia, Myanmar và Thái Lan.

## Mô tả
Heosemys grandis được tìm thấy trong một phạm vi rộng rãi và do đó dường như có một số khác biệt về hình dáng tùy thuộc vào nguồn gốc của chúng. Con mới nở thường có màu nhạt hơn một chút. Gân đốt sống rõ rệt hơn và các vảy bìa có răng cưa mặc dù không quá lớn như ở các con Heosemys spinosa non. Đối với con trưởng thành, những vảy bìa gai góc này ít xuất hiện hơn đến mức không hiện diện, ngoại trừ ở phần thân sau. Chiều dài trung bình là 30–34 cm với chiều dài tối đa được mô tả là 43,5 cm và những con trưởng thành lớn có thể nặng tới 10 kg nhưng thông thường có cân nặng từ 3 đến 5 kg.
Màu cơ thể của chúng là một màu nâu sẫm hoặc xám. Trên đầu chúng có nhiều đường hoa văn màu da cam. Ở một số cá thể, những đường hoa văn này có thể rất mờ nhạt cho đến mức không có. Chúng có đôi chân to khỏe và chân trước có rất nhiều vảy lớn. Chúng có lớp màng giữa các ngón chân để giúp di chuyển trong nước. Mai của chúng có một hình bầu dục điển hình và ước hình thức thấp thường được nhìn thấy với các con bán cạn sống trong rừng. Chúng có một đốt sống đơn lẻ khác biệt chạy từ phía trước đến phía sau của mai. Đốt sống này có màu vàng nhạt. Thường thì màu sắc của đốt sống ít khác biệt hơn mặc dù vẫn có ở những con Heosemys grandis lớn tuổi hơn. Mai của dạng phía bắc thường có màu xám đen cho đến đen. Chúng cũng có màu cơ thể sẫm hơn. Dạng phía nam có màu cơ bản nâu sẫm và màu thân sáng hơn. Yếm có màu cơ bản từ kem đến vàng và có hoa văn hình bức xạ màu đen trên mỗi tấm, mà mờ đi dần và ăn mòn nên ít rõ ràng hơn ở con trưởng thành.
Không giống như nhiều loài rùa và rùa cạn khác, con đực thường lớn hơn con cái. Mai của những con đực trưởng thành có độ bám rất sâu để hỗ trợ cho việc giao phối. Ngoài ra đuôi chúng dài và rộng hơn. Với rảnh được đặt xa hơn bên ngoài yếm so với con cái.

## Môi trường sống và hành vi
Có khả năng sống dưới nước hoặc trên cạn, rùa đất lớn có thể sống dọc theo các vùng nước như hồ, ao, sông, suối và kênh rạch. Rùa đất lớn là loài ăn tạp và tìm kiếm thức ăn ở cả môi trường nước và trên cạn. Chế độ ăn của chúng bao gồm giun, ấu trùng, côn trùng, ốc sên, động vật đã chết, thực vật dưới nước và trên cạn. Tương tự như các loài rùa khác, rùa đất lớn đã phát triển khả năng thích nghi và các kỹ thuật khác nhau để bắt mồi trong cả hai loại môi trường.

## Các mối đe dọa chính
Một mối đe dọa đáng lo ngại lớn là từ việc đánh bắt và xuất khẩu bất hợp pháp những con rùa này để làm thức ăn và vật nuôi ở các khu vực châu Á.

## Hình ảnh

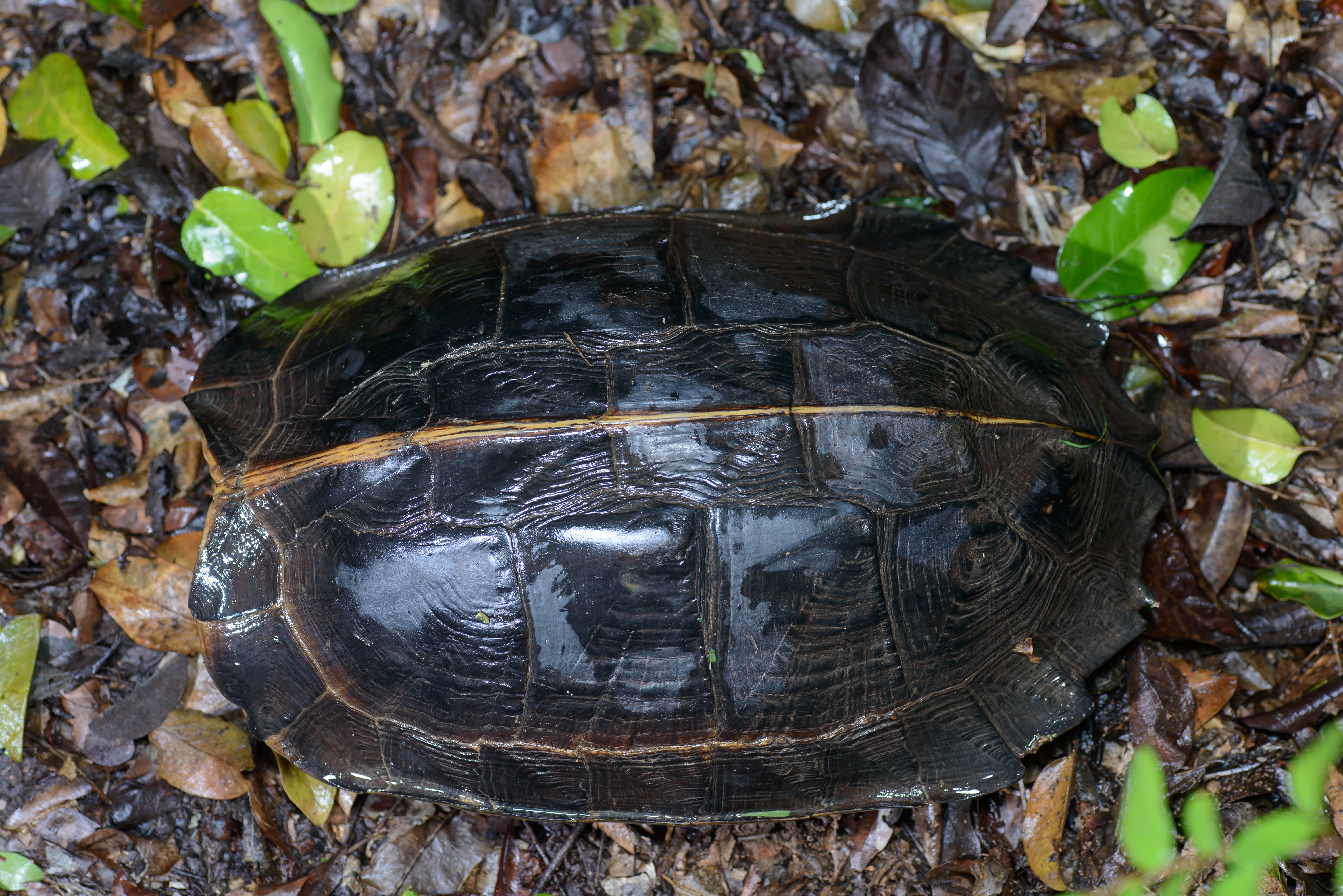
Con trưởng thành, phần mai, ở Huyện Kaeng Krachan, Phetchaburi
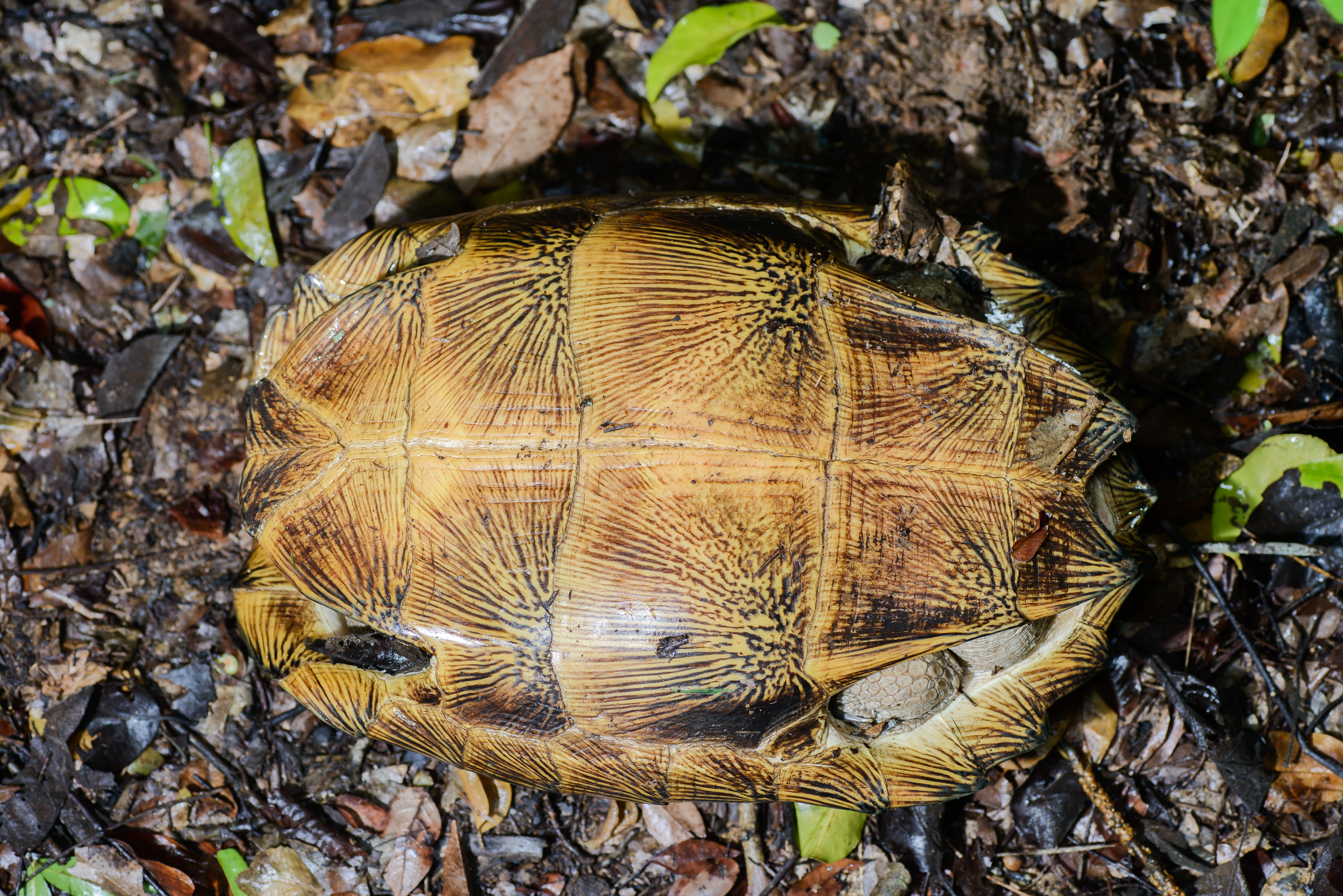
Con trưởng thành, phần yếm, ở Quận Kaeng Krachan
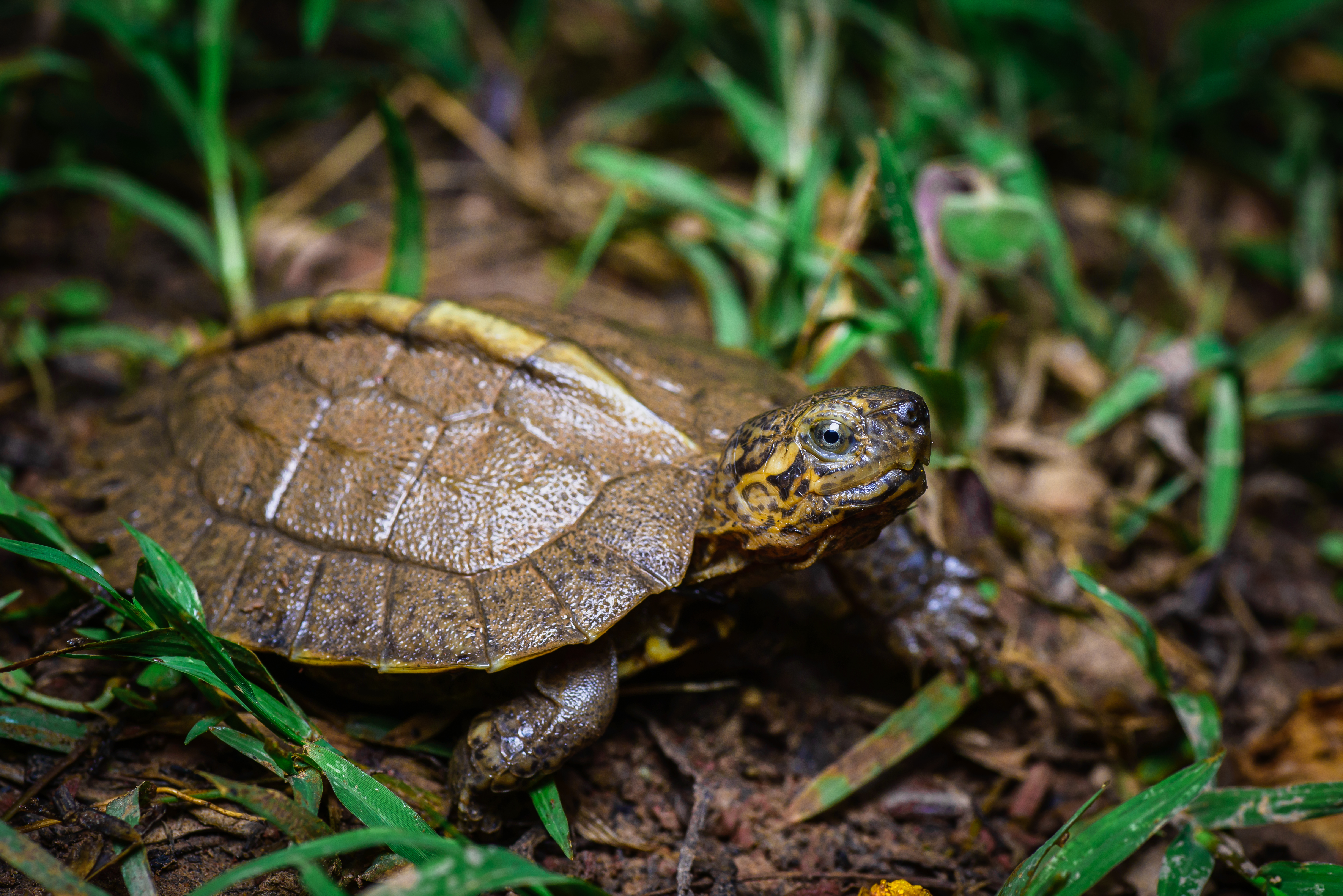
Con vị thành niên ở Huyện Tha Yang, Phetchaburi
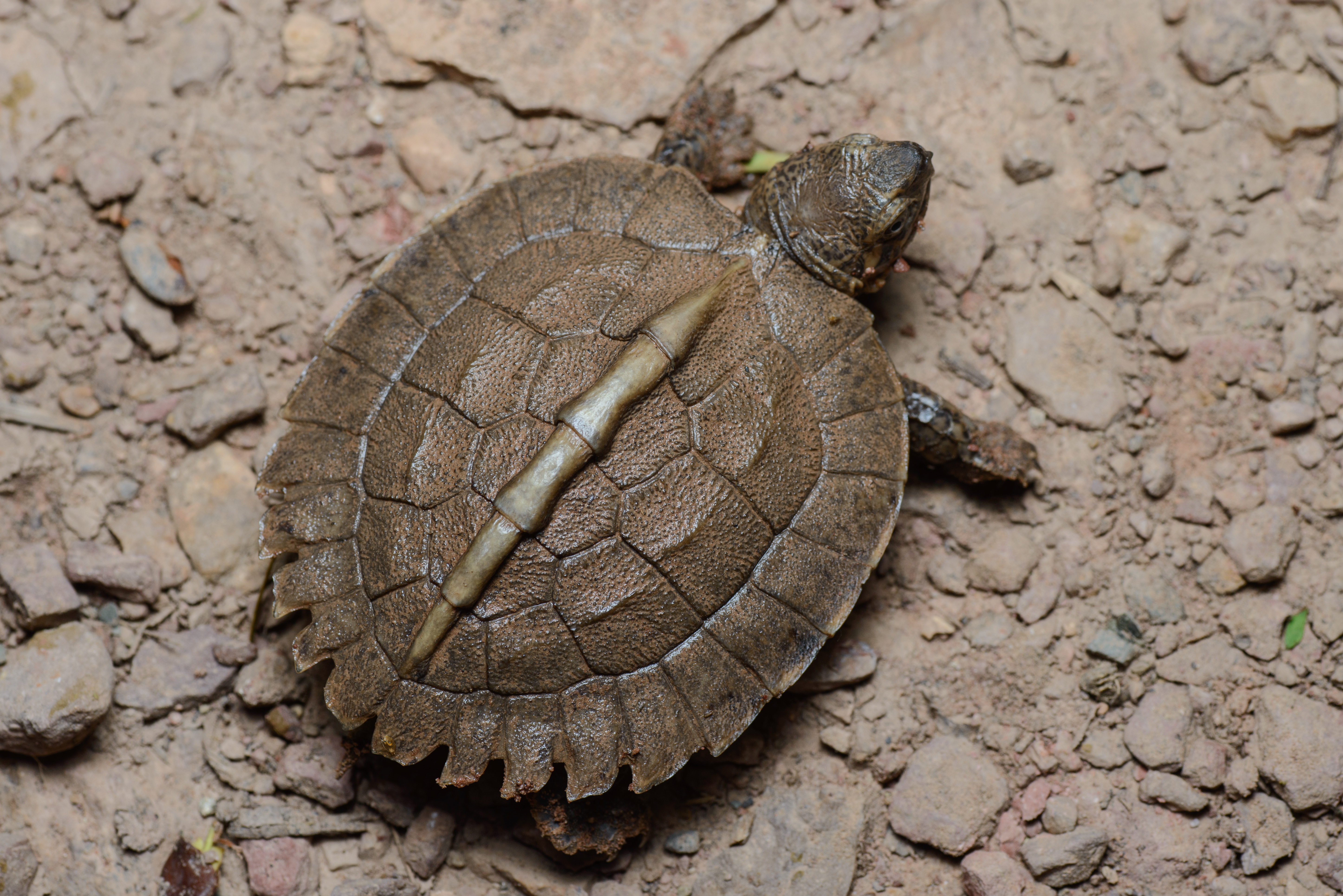
Con vị thành niên, phần mai, ở Huyện Tha Yang
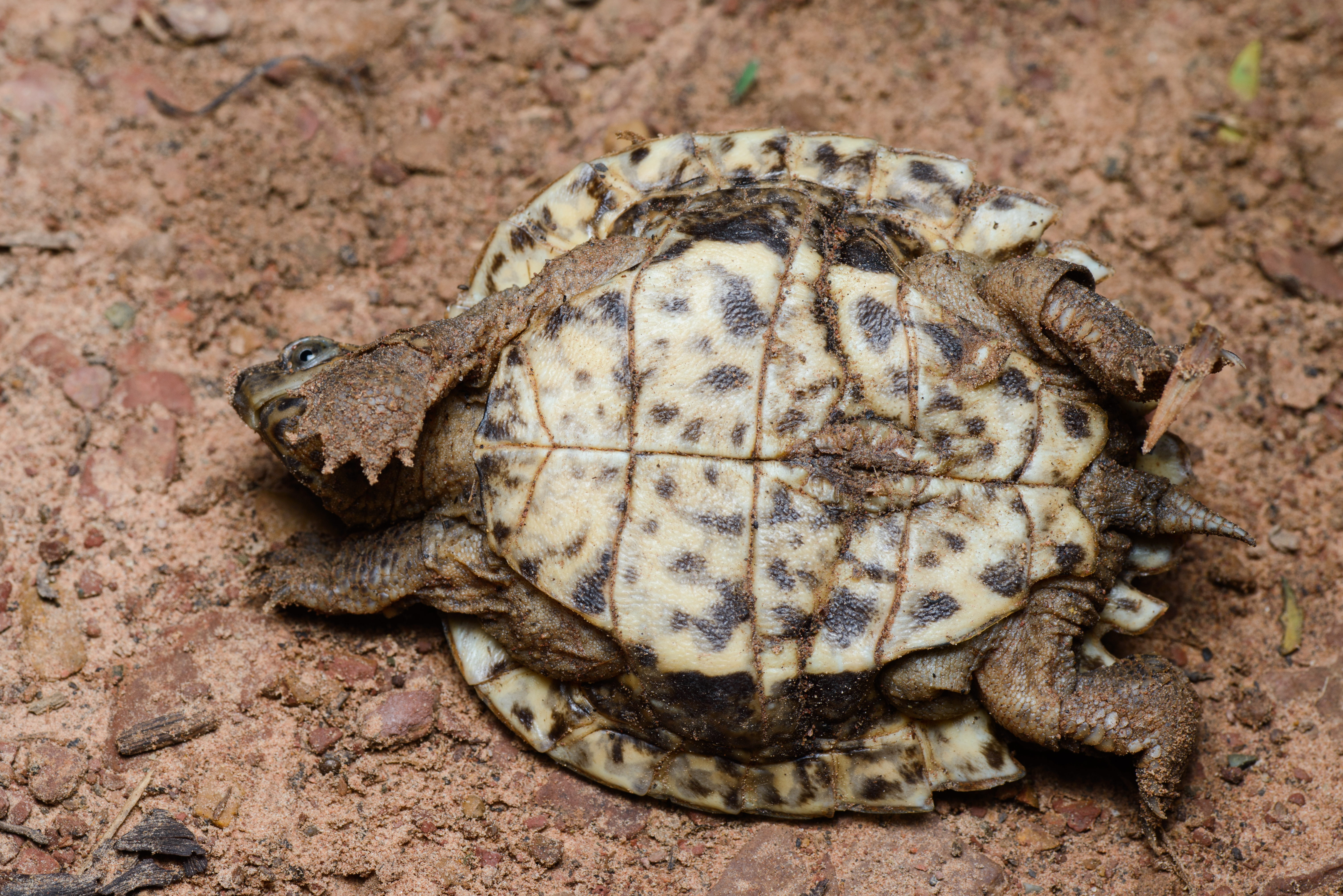
Con vị thành niên, phần yếm, ở Huyện Tha Yang
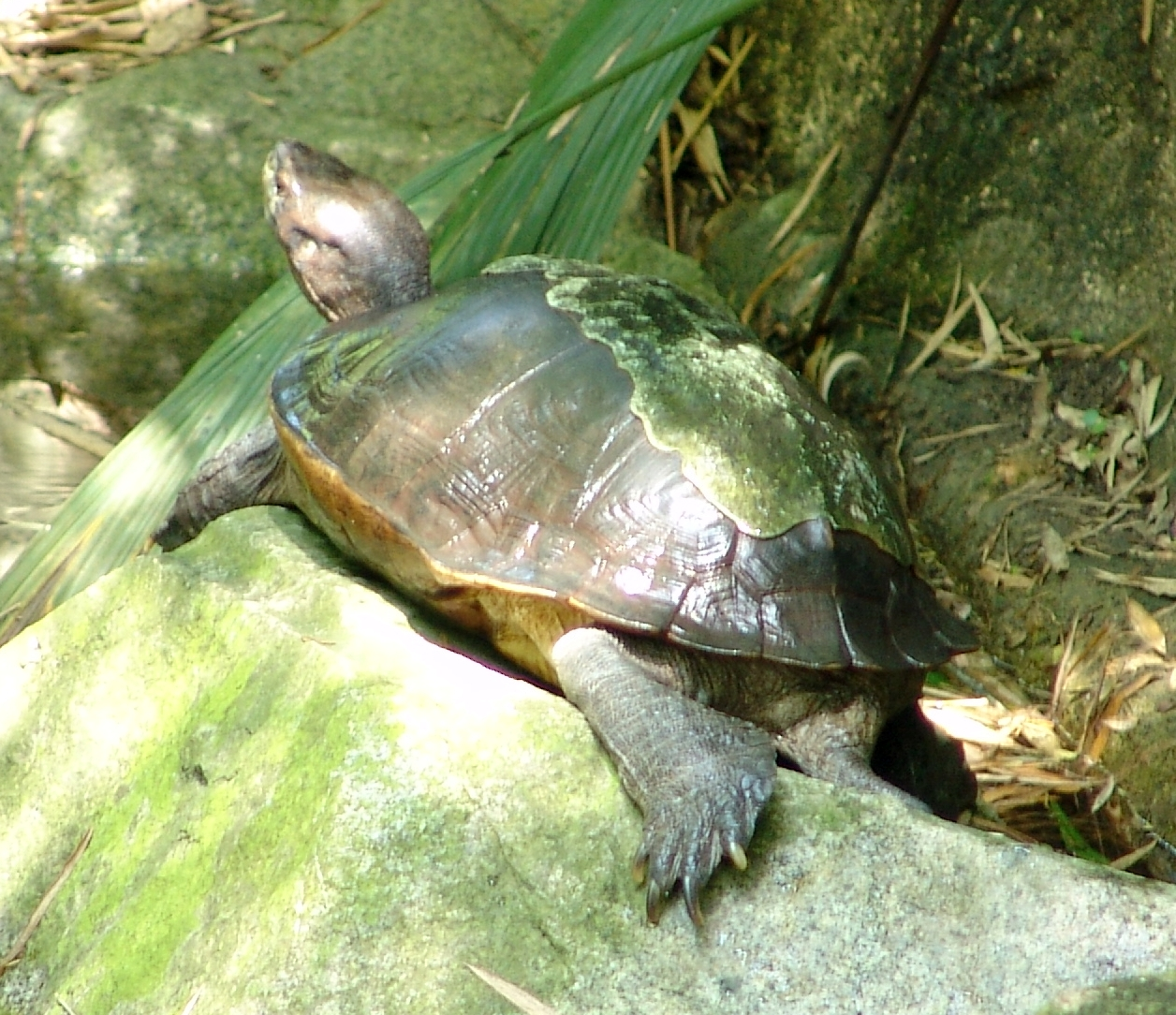
Trong vườn thú Singapore